# فراشة الكرمة
فراشة الكرمة (Eupoecilia ambiguella) هي فراشة من عائلة Tortricidae، تعيش اليرقات داخل الثمار وتتغذى على اللب والبذور، تنتشر في بساتين الكرمة بمناطق أوروبا والصين، الهند، اليابان، كوريا، منغوليا والشرق الأقصى الروسي ومناطق أخرى من العالم.
يبلغ طول جناحيها 12-15 ملم، تطير العثة من مايو إلى أغسطس، تتغذى اليرقات بشكل رئيسي على لب العنب وزهر العسل، يعتبر هذا النوع آفة للعنب.